# Dievturība

Símbol de Dievturība

Dievturība és un moviment religiós neopagà, que reivindica la seva herència com a forma moderna de les creences del poble letó abans de la cristianització del segle xiii. Els creients es denominen Dievtuŗi (singular Dievturis), la traducció literal seria «vetlladors de Dievs», «gent que viu en harmonia amb Dievs» (alta deïdat de la mitologia letona).
El moviment dievtuŗi es va fundar el 1925 per Ernests Brastiņš, dissolt pels russos comunistes el 1940, però restaurat oficiosament més tard. Actualment el cens actual de practicants oscil·la entre 600-700 adeptes. Entre altres notables personatges, el compositor i pianista Raimonds Pauls es va declarar públicament un devot dievturis.

## Història

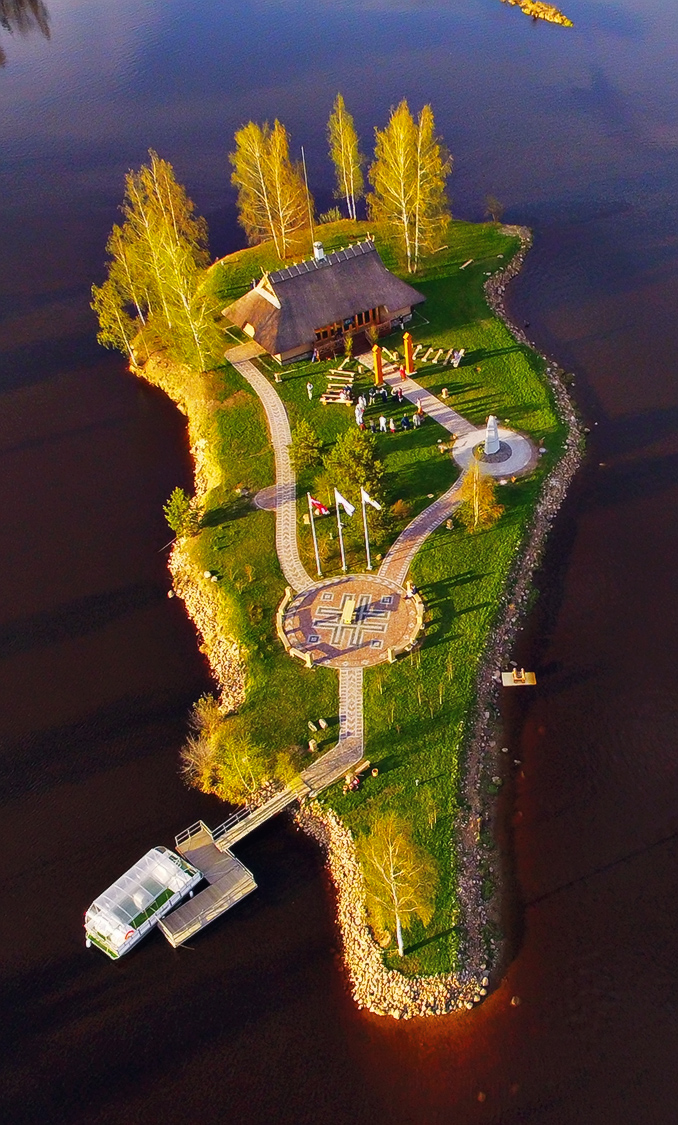
Lokstene Temple de Dievturi

Dievturība es va crear el 1925 com a moviment reconstructionista basat en el folklore letó: tradicionals cançons conegudes com a dainas i mitologia letona. El modern Dievturība es diferencia de l'antiga religió bàltica en el reconeixement d'una deïtat trinitària amb Dievs, Māra i Laima com màximes entitats, de la que no existeixen registres històrics com aquest triumvirat.
El seu fundador Ernests Brastiņš (1892–1942) va ser un entusiasta promotor durant els primers anys del reconstruccionisme de Dievturība. Artista, historiador, folklorista i arqueòleg, va documentar molts temples i castells de Letònia, i entre els seus escrits més importants es troba l'Índex de nocions mitològiques i dainas. El Catecisme Dievturi és el principal text d'inspiració espiritual de Dievturība.

## Creences
Dievturība és essencialment una religió panteística. Hi ha deïtats que comparteixen característiques amb la principal Dievs -la personificació de l'Univers, la realitat en el seu màxim exponent-, i d'altres tipus d'ens espirituals no deidificades. A la teologia Dievturi, existeixen diverses deïtats que comparteixen triumvirats: 

### Déus del destí
- Triumvirat principal 
  - Dievs - deïtat principal de qui emanen d'altres déus que representen aspectes de si mateix
  - Laima
  - Māra
- Deesses de l'aigua 
  - Jūras māte
  - Ūdens māte
  - Upes māte

### Espiritualitats de l'ànima
- Formes humanes
- velis - cos astral
- miesa - forma física
- dvēsele - ànima

La diferència que separa dvēsele (ànima) i velis (cos astral) és una línia molt fina. Dvēsele és eterna, procedeix del mateix Dievs (deïtat) i retorna al seu origen després de la mort de miesa (cos físic). Velis roman vinculat al cos, unint-se i desapareixent gradualment amb el temps en una forma semblant als fantasmes en el món occidental.